# Christian Gottlob Klemm
Christian Gottlob Klemm (* 11. November 1736 in Schwarzenberg; † 26. Januar 1802 in Wien) war ein deutscher Dramatiker und Herausgeber von Wochenschriften.

## Leben
Von 1752 bis 1757 studierte Klemm Theologie und Jura in Leipzig sowie Mathematik in Jena. Danach arbeitete er in Frankfurt/M. als Sprachlehrer und ging 1759 schließlich nach Wien, wo er die meiste Zeit seines Lebens verbrachte. Er begründete 1762 die erste Wiener Wochenschrift „Die Welt“. Bei der sich ankündigenden Theaterreform hin zu einem ernsthafteren Nationaltheater mit moralischem Sendungsbewusstsein vertrat er eine gemäßigte Linie, indem er etwa die Figur des Hanswurst zu retten versuchte.

## Werke (Auswahl)
- Der auf den Parnaß versetzte grüne Hut (Satire auf Joseph von Sonnenfels), 1767